# Szocialista Diákok Könyvtára
A Szocialista Diákok Könyvtára magyar nyelvű 20. század eleji szocialista ideológiájú könyvsorozat, amelyet a Népszava adott ki Budapesten 1903 és 1905 között a diákok szervezése céljából. Az egyes füzetek röpiratokat, kiáltványokat, fölvilágosító brosúrákat tartalmaztak.

## Füzetei
- 1. Die ungarische Freiheit. Eine Ansprache an den internationalen Studentenkongress. 1903. (32 l.) 1903.
- 2. A diákokhoz. (31 1. l.) 1903.
- 3. Bevezető a társadalomtudomány tanulmányába. (32 l.) 1903.
- 4. Lawrov Péter. A szocialista propaganda módjai. 1904.
- 5. George D. Herron. Forradalomról forradalomra. A párisi kommün és tanulságai. A massachusetti szocialista párt helyiségében 1903. évi március hó 21-én tartott előadás. (32 l.) 1905.
- 6. Faure Sebastian. Isten bünei. (39 l.) 1906.
- 7. Kropotkini Péter. Az ifjakhoz. (32 l.) 1905.